# İbrahim Hakkı Pascha
Pascha İbrahim Hakkı (Ankara, 17 ottobre 1862 – Berlino, 29 giugno 1918) è stato un politico e ambasciatore ottomano.
Gran visir dell'Impero ottomano, fu uno dei cinque firmatari del Trattato di Brest-Litovsk. Importante ambasciatore turco in Italia e in Germania, mediatore durante la seconda guerra balcanica viene considerato il più grande ambasciatore ottomano del ventesimo secolo. Hakki Pasha trascorse anche una considerevole quantità di tempo a Londra tra il febbraio 1913 e lo scoppio della prima guerra mondiale, lavorando sui negoziati riguardanti la ferrovia Berlino-Baghdad e per una soluzione per la seconda guerra balcanica. Durante quella visita, Hakki Pasha incontrò il re Giorgio VI. È stato insignito dell'Ordine della Stella dei Karađorđević.

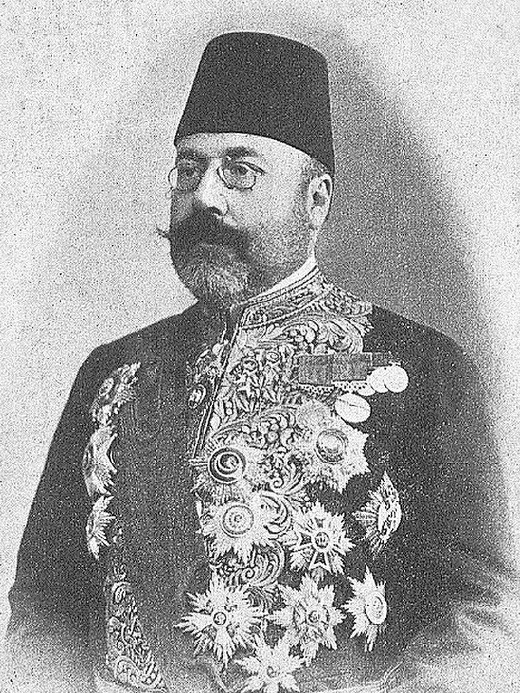
İbrahim Hakkı Pascha